# Jakob Gillig
Jakob Gillig (* 1636 in Utrecht; † 24. Juli 1701 ebenda) war ein niederländischer Maler vorwiegend von Fischbänken und Stillleben, sowie Kaufmann und Gefängniswächter. In den zwischen 1661 und 1701 erhaltenen Urkunden wird der Name auch Gillich, Gulich, Gulick oder Guleg geschrieben. In Katalogen steht manchmal fälschlich auch Gellig.

## Leben
Gillig war der Sohn des Drapeniers Michael Gillig. Wie dieser war er zunächst Kaufmann und später Gefängniswächter. Der Stadtarrest befand sich nahe dem Fischmarkt. Er wurde mit seinen Stillleben bekannt, in denen er meist Fluss- und Seefische thematisierte. Später verlegte er sich mit auch auf die Anfertigung von Porträts. In der Liste der Maler der St. Lukasgilde von Utrecht ist Gillig nicht verzeichnet. Die Angabe von Arnold Houbraken, dass er in späteren Jahren auch Bildnisse gemalt habe, beruht auf einer Verwechslung mit seinem Sohn Michiel.
Er galt als der Letzte in der Reihenfolge der Fischstilllebenmaler des 17. Jahrhunderts in Utrecht. Seine Darstellungen in silbergrauen Tönen sind sehr naturgetreu. Er malte überwiegend Süßwasserfische, seltener Seefische und Krebse. Neben den toten Fische sind oft Netzen und andere Gerätschaften zu sehen. Einigen Stillleben sind Landschaft kombiniert oder mit fischenden Figuren staffiert. In jener Zeit war es in Utrecht nicht ungewöhnlich, den landschaftlichen Teil auf Stillleben von Landschaftsmalern anfertigen zu lassen. Daher ist nicht sicher, ob Gillig diese selbst angefertigt hat. So hat beispielsweise Willem Ormea (1611–1673) mit Adam Willaerts  zusammengearbeitet. Viele seiner Werke wurden zur Versteigerung angeboten oder kamen in Museen und Sammlungen.
Am 8. Juni 1686 mietet Gillig ein Haus von Joh. L. Godin, Herr von Maersebroek dafür musste er diesem versprechen, ein Gemälde für den Kaminsims seines Hauses am St. Pieterskerkhof anzufertigen. Als seine Frau 1691 starb verschlechterten sich seine finanziellen Verhältnisse und er trat das Amt eine Anstellung als Gefängniswärter am Hasenberg in Utrecht an.

## Familie
Gillig war zweimal verheiratet:
- Am 22. Januar 1661 mit Hester oder Ester (geborene Willaerts; † 2. November 1680), die Tochter des Marinemalers Adam Willaerts (1577–1664).[3] Am Todestag seiner Frau fertigte das Ehepaar ein Testament an, bei dem sein Vater und ihr Bruder Isaak Willaerts als Zeugen verzeichnet wurden.
  - Michiel Gillig (getauft 19. Mai 1661) ⚭ am 9. Juli 1682 eine Maria Neeff aus Montfort, hatte aus dieser Ehe eine Tochter und war als Bildnismaler und Stecher in Schwarzkunst tätig.[4]
- Am 23. Mai 1681 mit Elisabeth (geborene Glover, † 28. Dezember 1691), Witwe des Dirck Booner.

## Werke (Auswahl)
- 1664: Fischstillleben (gilt als sein erstes datiertes Bild, Schloss Bentheim)
- 1668: Flussfische (ehemals im Vorrat des Kaiser-Friedrich-Museums in Berlin)

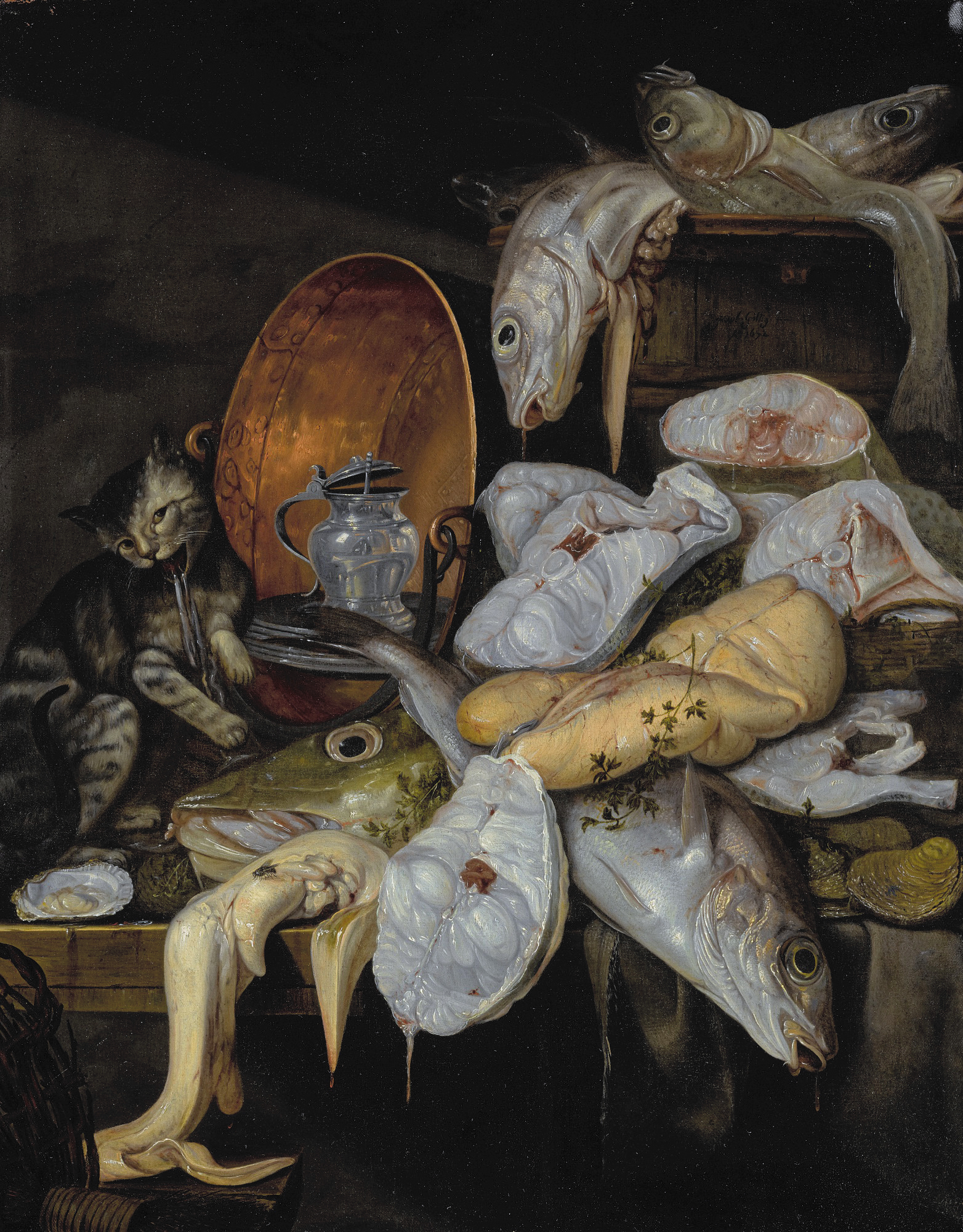
Fische mit Katze und Kupferbecken auf einem Tisch 1672
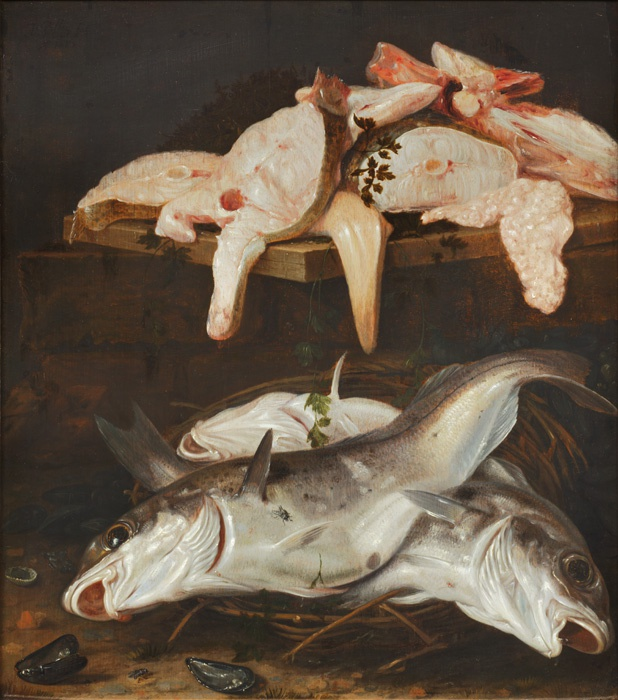
Drei Fischen in einem Korb und Fischsteaks auf dem Tisch 1682
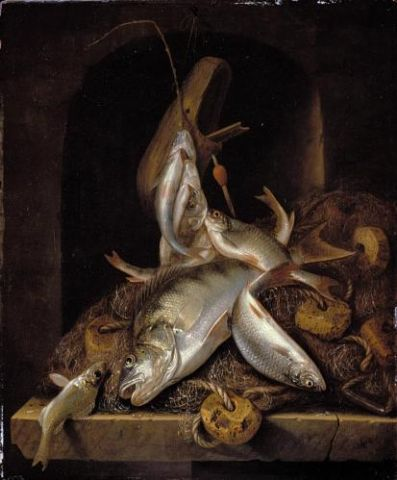
Fische und Netz, 1684
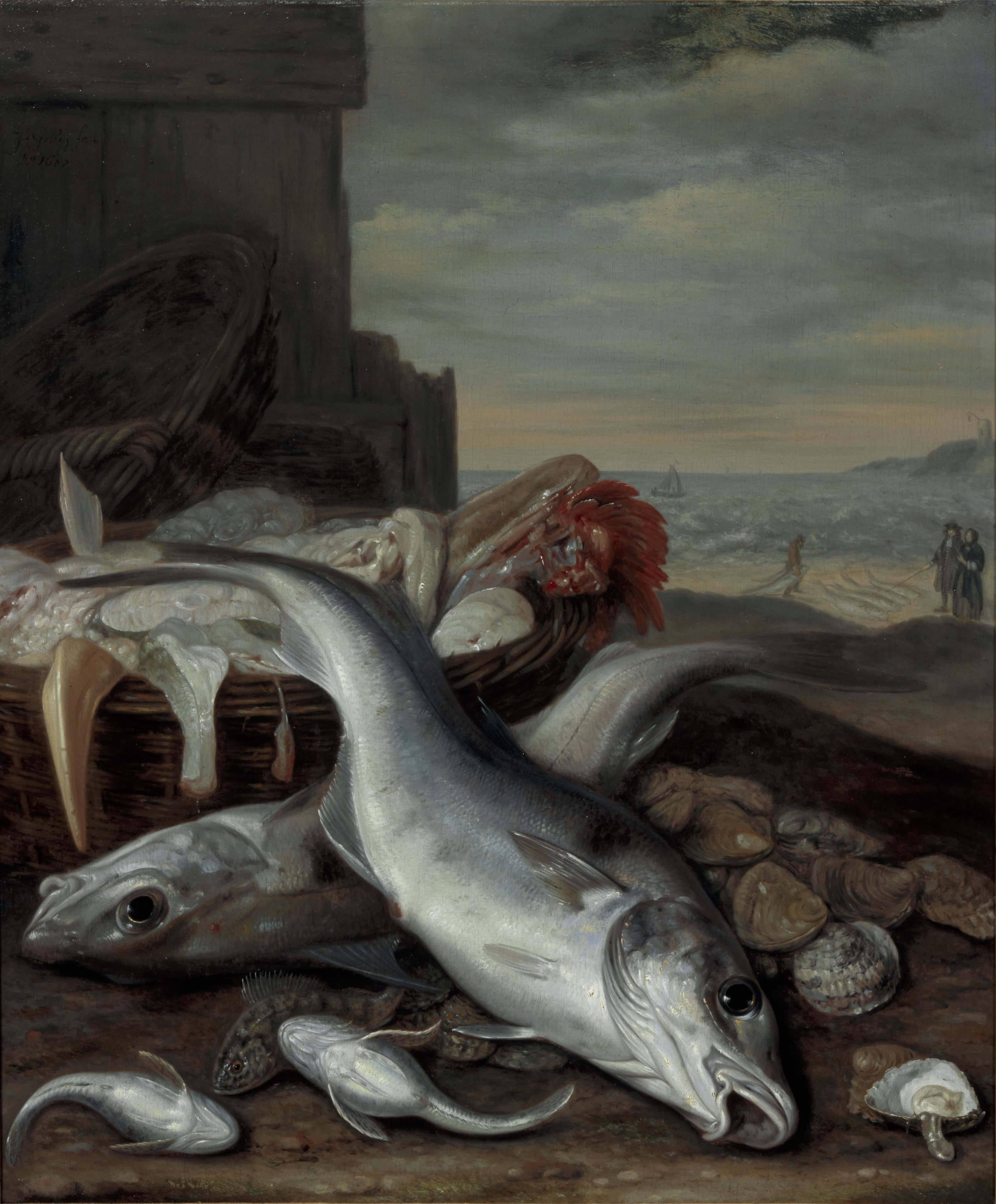
Fische mit Landschaft im Hintergrund 1687